# Indianapolis 500 1911
Indianapolis 500 1911 je bila prva dirka Indianapolis 500 na dirkališču Indianapolis. Potekala je 30. maja 1911.

## Rezultati

### Kvalifikacije
Štartna mesta so bila določena glede na datum prijave.
| Vrsta | Notr. del            | Proti notr.     | Sredina       | Proti zun.       | Zun. del         |
| ----- | -------------------- | --------------- | ------------- | ---------------- | ---------------- |
| 1     | Varnostni avto       | Lewis Strang    | Ralph DePalma | Harry Endicott   | Johnny Aitken    |
| 2     | Louis Disbrow        | Frank Fox       | Harry Knight  | Joe Jagersberger | Will Jones       |
| 3     | Gil Anderson         | Spencer Wishart | W. H. Turner  | Fred Belcher     | Arthur Chevrolet |
| 4     | Charles Basle        | Eddie Hearne    | Harry Grant   | Charlie Merz     | Howdy Wilcox     |
| 5     | Mel Marquette        | Fred Ellis      | Harry Cobe    | Jack Tower       | Ernest Delaney   |
| 6     | David L. Bruce-Brown | Lee Frayer      | Joe Dawson    | Ray Harroun      | Ralph Mulford    |
| 7     | Teddy Tetzlaff       | Herbert Lytle   | Hughie Hughes | Charles Bigelow  | Ralph Beardsley  |
| 8     | Caleb Bragg          | Howard Hall     | Bill Endicott | Arthur Greiner   | Bob Burman       |
| 9     | Billy Knipper        |                 |               |                  |                  |

### Dirka
| Poz | Št | Dirkač               | Dirkalnik           | Prijavljen                           | Motor               | Št. cil. | Konfiguracija    | Šasija              | Barva          | Št. mesto | Vodstvo* | Čas              | Krogi / Hitrost / Odstop        |
| --- | -- | -------------------- | ------------------- | ------------------------------------ | ------------------- | -------- | ---------------- | ------------------- | -------------- | --------- | -------- | ---------------- | ------------------------------- |
| 1   | 32 | Ray Harroun**        | Marmon "Wasp"       | Nordyke & Marmon Company             | Marmon              | 6        | 477 in³ / 7.82 L | Marmon              | Rumena Črna    | 28        | 88       | 6:42:08          | 200 - 74.602 mph / 120.060 km/h |
| 2   | 33 | Ralph Mulford        | Lozier              | Lozier Motor Company                 | Lozier              | 4        | 544 in³ / 8.91 L | Lozier              | Bela           | 29        | 10       | 6:43:51 / +1:43  | 200 - 74.285 mph / 119.550 km/h |
| 3   | 28 | David L. Bruce-Brown | Fiat                | E. E. Hewlett                        | Fiat                | 4        | 589 in³ / 9.65 L | Fiat                | Maroon Bela    | 25        | 81       | 6:52:29 / +10:21 | 200 - 72.730 mph / 117.048 km/h |
| 4   | 11 | Spencer Wishart      | Mercedes            | Spencer Wishart                      | Mercedes            | 4        | 583 in³ / 9.55 L | Mercedes            | Siva           | 11        | 5        | 6:52:57 / +10:49 | 200 - 72.648 mph / 116.916 km/h |
| 5   | 31 | Joe Dawson           | Marmon              | Nordyke & Marmon Company             | Marmon              | 4        | 495 in³ / 8.11 L | Marmon              | Rumena Črna    | 27        | 0        | 6:54:34 / +12:26 | 200 - 72.365 mph / 116.460 km/h |
| 6   | 2  | Ralph DePalma        | Simplex             | Simplex Automobile Company           | Simplex             | 4        | 597 in³ / 9.78 L | Simplex             | Rdeča Bela     | 2         | 4        | 7:02:02 / +19:54 | 200 – 71.084 mph / 114.399 km/h |
| 7   | 20 | Charlie Merz         | National            | National Motor Vehicle Company       | National            | 4        | 447 in³ / 7.33 L | National            | Modra Bela     | 18        | 0        | 7:06:20 / +24:12 | 200 – 70.367 mph / 113.245 km/h |
| 8   | 12 | W. H. Turner         | Amplex              | Simplex Automobile Company           | Amplex              | 4        | 443 in³ / 7.26 L | Amplex              | Rdeča          | 12        | 0        | 7:15:56 / +33:48 | 200 – 68.818 mph / 110.752 km/h |
| 9   | 15 | Fred Belcher         | Knox                | Knox Automobile Company              | Knox                | 6        | 432 in³ / 7.08 L | Knox                | Rjava          | 13        | 4        | 7:17:09 / +35:01 | 200 – 68.626 mph / 110.443 km/h |
| 10  | 25 | Harry Cobe           | Jackson             | Jackson Automobile Company           | Jackson             | 4        | 559 in³ / 9.16 L | Jackson             | Maroon Bela    | 22        | 0        | 7:21:50 / +39:42 | 200 – 67.899 mph / 109.273 km/h |
| 11  | 10 | Gil Anderson         | Stutz               | Ideal Motor Car Company              | Wisconsin           | 4        | 390 in³ / 6.39 L | Stutz               | Siva Bela      | 10        | 0        | 7:22:56 / +40:48 | 200 – 67.73 mph / 109.001 km/h  |
| 12  | 36 | Hughie Hughes        | Mercer              | Mercer Motors Company                | Mercer              | 4        | 300 in³ / 4.92 L | Mercer              | Rumena Modra   | 32        | 0        | 7:22:56 / +40:48 | 200 – 67.73 mph / 109.001 km/h  |
| 13  | 30 | Lee Frayer           | Firestone- Columbus | Columbus Buggy Company               | Firestone- Columbus | 4        | 432 in³ / 7.08 L | Firestone- Columbus | Škarlatna Siva | 26        | 0        | Rdeča zastava    | Rdeča zastava                   |
| 14  | 21 | Howdy Wilcox         | National            | National Motor Vehicle Company       | National            | 4        | 589 in³ / 9.65 L | National            | Modra Bela     | 19        | 0        | Rdeča zastava    | Rdeča zastava                   |
| 15  | 37 | Charles Bigelow      | Mercer              | Mercer Motors Company                | Mercer              | 4        | 300 in³ / 4.92 L | Mercer              | Rumena Modra   | 33        | 0        | Rdeča zastava    | Rdeča zastava                   |
| 16  | 3  | Harry Endicott       | Inter-State         | Inter-State Automobile Company       | Inter-State         | 4        | 390 in³ / 6.39 L | Inter-State         | Siva Črna      | 3         | 0        | Rdeča zastava    | Rdeča zastava                   |
| 17  | 41 | Howard Hall          | Velie               | Velie Motors Corporation             | Velie               | 4        | 334 in³ / 5.47 L | Velie               | Siva           | 36        | 0        | Rdeča zastava    | Rdeča zastava                   |
| 18  | 46 | Billy Knipper        | Benz                | E. A. Moross                         | Benz                | 4        | 444 in³ / 7.28 L | Benz                | Bela           | 40        | 0        | Rdeča zastava    | Rdeča zastava                   |
| 19  | 45 | Bob Burman           | Benz                | E. A. Moross                         | Benz                | 4        | 520 in³ / 8.52 L | Benz                | Bela           | 39        | 0        | Rdeča zastava    | Rdeča zastava                   |
| 20  | 38 | Ralph Beardsley      | Simplex             | Simplex Automobile Company           | Simplex             | 4        | 597 in³ / 9.78 L | Simplex             | Rdeča          | 34        | 0        | Rdeča zastava    | Rdeča zastava                   |
| 21  | 18 | Eddie Hearne         | Fiat                | Edward A. Hearne                     | Fiat                | 4        | 487 in³ / 7.98 L | Fiat                | Rdeča Bela     | 16        | 0        | Rdeča zastava    | Rdeča zastava                   |
| 22  | 6  | Frank Fox            | Pope-Hartford       | Pope Manufacturing Company           | Pope-Hartford       | 4        | 390 in³ / 6.39 L | Pope-Hartford       | Rdeča Bela     | 6         | 0        | Rdeča zastava    | Rdeča zastava                   |
| 23  | 27 | Ernest Delany        | Cutting             | Clark-Carter Automobile Company      | Cutting             | 4        | 390 in³ / 6.39 L | Cutting             | Siva Črna Bela | 24        | 0        | Rdeča zastava    | Rdeča zastava                   |
| 24  | 26 | Jack Tower           | Jackson             | Jackson Automobile Company           | Jackson             | 4        | 432 in³ / 7.08 L | Jackson             | Maroon Bela    | 23        | 0        | Rdeča zastava    | Rdeča zastava                   |
| 25  | 23 | Mel Marquette        | McFarlan            | Speed Motors Company                 | McFarlan            | 6        | 377 in³ / 6.18 L | McFarlan            | Bela           | 20        | 0        | Rdeča zastava    | Rdeča zastava                   |
| 26  | 42 | Bill Endicott        | Cole                | Cole Motor Car Company               | Cole                | 4        | 471 in³ / 7.72 L | Cole                | Zelena         | 37        | 0        | Rdeča zastava    | Rdeča zastava                   |
| 27  | 4  | Johnny Aitken        | National            | National Motor Vehicle Company       | National            | 4        | 589 in³ / 9.65 L | National            | Modra Bela     | 4         | 8        | DNF              | 125 – Gred                      |
| 28  | 9  | Will Jones           | Case                | Case Corporation                     | Wisconsin           | 4        | 284 in³ / 4.65 L | Case                | Rdeča Siva     | 9         | 0        | DNF              | 122 - Krm. sistem               |
| 29  | 1  | Lewis Strang         | Case                | Case Corporation                     | Wisconsin           | 4        | 284 in³ / 4.65 L | Case                | Rdeča Siva     | 1         | 0        | DNF              | 109 – Krm. sistem               |
| 30  | 7  | Harry Knight         | Westcott            | Westcott Motor Car Company           | Westcott            | 6        | 421 in³ / 6.90 L | Westcott            | Siva           | 7         | 0        | DNF              | 90 – trčenje, ravnina           |
| 31  | 8  | Joe Jagersberger     | Case                | Case Corporation                     | Wisconsin           | 4        | 284 in³ / 4.65 L | Case                | Rdeča Siva     | 8         | 0        | DNF              | 87 – trčenje, ravnina           |
| 32  | 35 | Herbert Lytle        | Apperson            | Apperson Brothers Automotive Company | Apperson            | 4        | 546 in³ / 8.95 L | Apperson            | Rdeča Bela     | 31        | 0        | DNF              | 82 – trčenje                    |
| 33  | 19 | Harry Grant          | Alco                | American Locomotive Company          | Alco                | 6        | 580 in³ / 9.50 L | Alco                | Črna           | 17        | 0        | DNF              | 51 – obese                      |
| 34  | 17 | Charles Basle        | Buick               | Buick Motor Company                  | Buick               | 4        | 594 in³ / 9.73 L | Buick               | Bela Rdeča     | 15        | 0        | DNF              | 46 – mah. napaka                |
| 35  | 5  | Louis Disbrow        | Pope-Hartford       | Pope Manufacturing Company           | Pope-Hartford       | 4        | 390 in³ / 6.39 L | Pope-Hartford       | Rdeča Črna     | 5         | 0        | DNF              | 45 – trčenje, ravnina           |
| 36  | 16 | Arthur Chevrolet     | Buick               | Buick Motor Company                  | Buick               | 4        | 594 in³ / 9.73 L | Buick               | Bela Rdeča     | 14        | 0        | DNF              | 30 – meh. napaka                |
| 37  | 39 | Caleb Bragg          | Fiat                | Caleb S. Bragg                       | Fiat                | 4        | 487 in³ / 7.98 L | Fiat                | Maroon         | 35        | 0        | DNF              | 24 – trčenje                    |
| 38  | 24 | Fred Ellis           | Jackson             | Jackson Automobile Company           | Jackson             | 4        | 355 in³ / 5.82 L | Jackson             | Maroon Bela    | 21        | 0        | DNF              | 22 – odnehal                    |
| 39  | 34 | Teddy Tetzlaff       | Lozier              | Lozier Motor Company                 | Lozier              | 4        | 544 in³ / 8.91 L | Lozier              | Bela Rdeča     | 30        | 0        | DNF              | 20 – trčenje, ravnina           |
| 40  | 44 | Arthur Greiner       | Amplex              | Simplex Motor Car Company            | Amplex              | 4        | 443 in³ / 7.26 L | Amplex              | Rdeča Bela     | 8         | 0        | DNF              | 12 – trčene, 2. ovinek          |

* - Zaradi težav z merjenjem časa je bilo zabeleženih le 138 krogov, neuradno pa jih je bilo 176.
** - Cyrus Patschke je zamenjal Raya Harrouna za 35 krogov približno na polovici dirke..
DNF - Odstop